# Gare de Sighetu Marmației
La gare de Sighetu Marmației est une gare ferroviaire importante en Roumanie dans le Județ de Maramureș.

## Situation ferroviaire
Par la gare passe une voie longeant la frontière, également empruntée par les chemins de fer ukrainiens : c'est pourquoi on remarque trois rails entre Câmpulung la Tisa et Valea Vișeului, les chemins de fer ukrainiens ayant un écartement supérieur à celui des chemins de fer roumains. Le rail sud, partagé par les deux compagnies, doit être remplacé plus souvent que chacun des deux rails nord (le roumain situé à 1 435 mm et l'ukrainien à 1 520 mm du rail sud).

## Histoire
Le bâtiment est de 1870 sur la ligne Debrecen-Korolev du projet de Ferenc Pfaff)

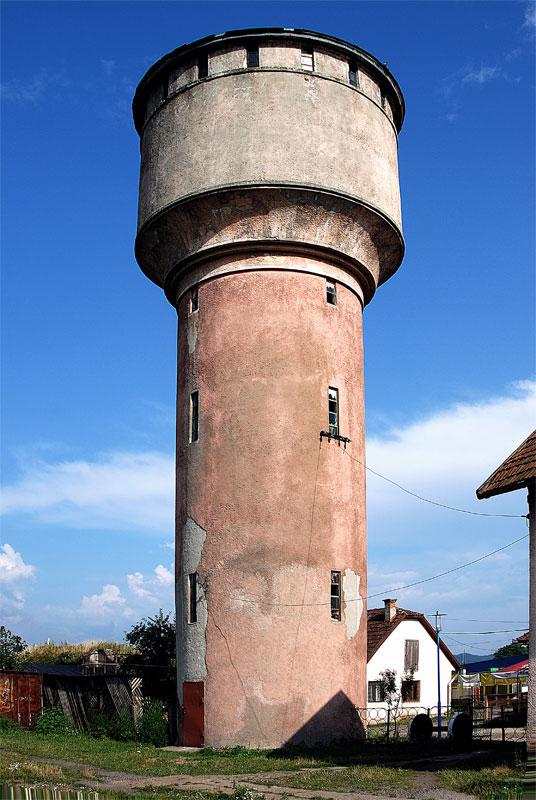
Son château d'eau.
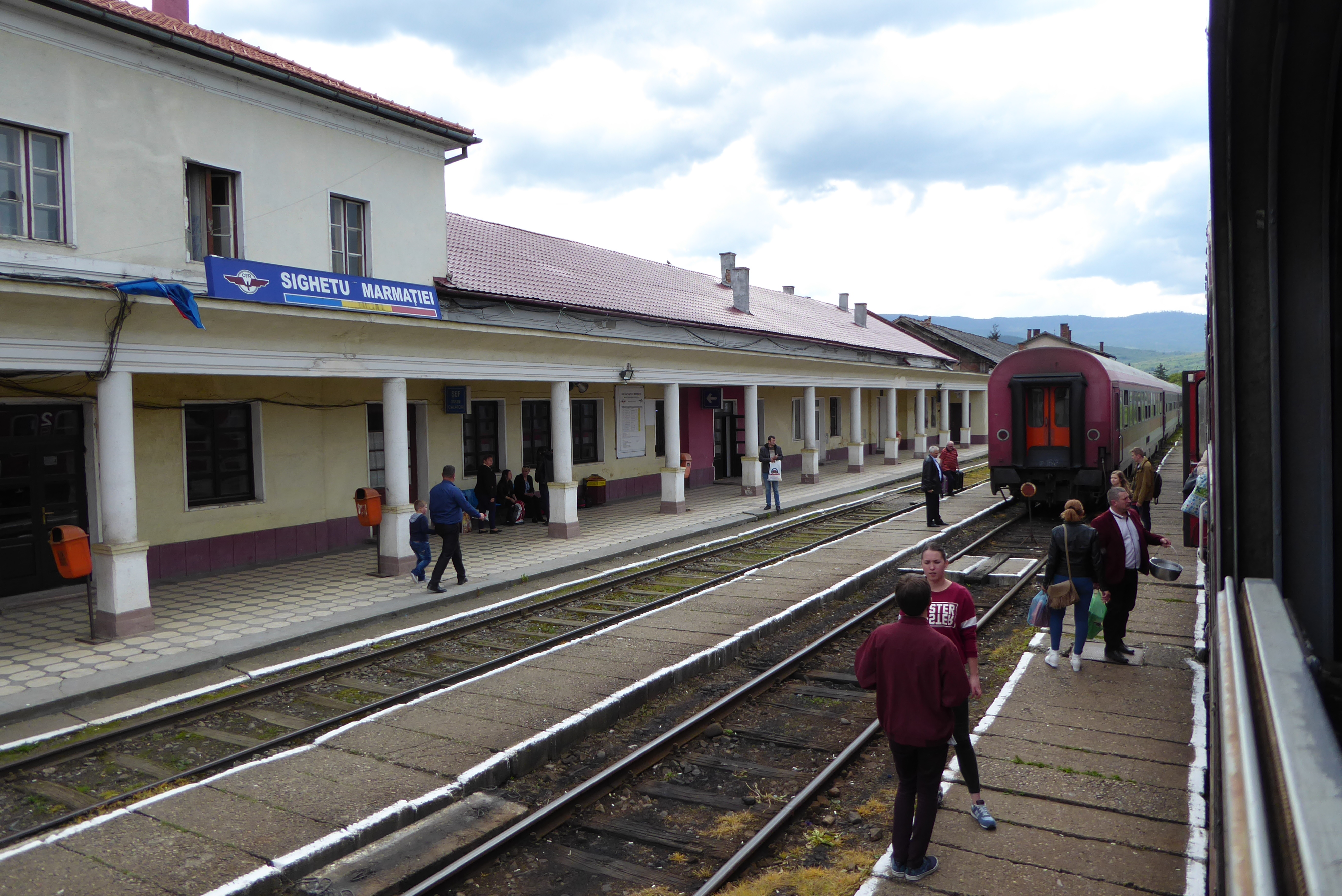
Côté voies

## Service des voyageurs

### Desserte
Elle est desservie par la ligne 409, la ligne 411 et la ligne 423 ; l'autre gare de la ville étant Cămara Sighet.